# 에크프라시스
에크프라시스(ekphrasis)는 예술 작품을 글로 묘사하는 것을 뜻하는 그리스어이다.  주로 에크프라시스적이다라는 형용어귀로 사용된다. 예술 작품의 시적인 면을 극적인 말로 실제 또는 상상하듯이 생생하게 묘사한다.  에크프라시스적 시란 예술 작품을 생생하게 묘사한 시를 뜻한다. 예를 들면, 조각 작품을 페인트칠한 것에 대하여 페인트칠은 그 조각 작품의 이야기를 말하고 있다로 표현하는 것이다. 그렇게 함으로 스토리텔러의 역할과 동시에 스토리 자체가 되는 것이다. 가상적으로 모든 예술 매개체들은 에크프라시스의 주체이며 또한 연기자이다.